# Verfassung von Guyana
Die Verfassung von Guyana (en.: Constitution of Guyana) ist das zentrale Rechtsdokument der Republic of Guyana. Die Verfassung trat am 6. Oktober 1980 in Kraft. Sie ersetzte die Verfassung von 1966, welche anlässlich der Unabhängigkeit vom Vereinigten Königreich geschaffen wurde. Die heutige Verfassung von Guyana enthält 12 Kapitel mit insgesamt 232 Artikeln. Sie enthält auch eine Präambel und einen Eid. Seit dem Inkrafttreten 1980 wurden zahlreiche Verfassungsänderungen ergänzt.

## Frühere Verfassungen
Anhand der komplexen Verfassungsgeschichte Guyanas lassen sich die Konflikte zwischen lokalen Interessen und denen Großbritanniens, der langjährigen Kolonialmacht, aufzeigen. Das erste Regierungsdokument der Kolonie, der Concept Plan of Redress, wurde 1792 unter niederländischer Herrschaft erlassen und blieb mit Modifikationen unter britischer Verwaltung bis 1928 in Kraft. Obwohl der Concept Plan of Redress im Laufe der Jahre erheblich überarbeitet wurde, sah er einen von der Kolonialmacht ernannten Gouverneur und einen Court of Policy vor, der sich zur Legislative der Kolonie entwickelte. Reformen im 19. Jahrhundert erweiterten schrittweise das Wahlrecht (electoral franchise) und schwächten die Macht der Plantagenbesitzer in der Kolonialregierung.
Aufgrund finanzieller Schwierigkeiten in den 1920er Jahren sowie Konflikten zwischen etablierten Zuckerrohrplantagenbesitzern und neuen Reis- und Bauxitproduzenten erließ die britische Regierung eine neue Verfassung, die Britisch-Guayana zur Kronkolonie machte. Der Court of Policy wurde durch einen Legislativrat mit 30 Mitgliedern (sechzehn ernannte und vierzehn gewählte) ersetzt, und die Exekutive wurde einem von Londoner Stellen ernannten Gouverneur übertragen. Änderungen in den 1930er und 40er Jahren führten dazu, dass die Mehrheit der Mitglieder des Legislativrats durch das Volk gewählt wurde, was das Wahlrecht weiter ausweitete.
Die Gründung der ersten großen politischen Partei Britisch-Guayanas im Jahr 1950 und der wachsende Drang nach Unabhängigkeit zwangen die Briten erneut zu einer Überarbeitung des politischen Systems. Eine Royal Commission (königliche Kommission) schlug eine neue Verfassung vor, die ein Zweikammersystem bestehend aus einem Unterhaus und einem Oberhaus, einem von den Briten ernannten Gouverneur und sieben vom Unterhaus ernannte Minister vorsah. Diese Verfassung trat Anfang 1953 in Kraft. Der Erfolg des selbsternannten Marxisten-Leninisten Cheddi Jagan und seiner linken People’s Progressive Party (PPP) bei den Wahlen im April 1953 erschreckte die Kolonialbehörden. Nachdem die neue Legislative ein umstrittenes Arbeitsgesetz verabschiedet und auf Unabhängigkeit gedrängt hatte, setzten die Briten die Verfassung im Oktober 1953 außer Kraft und setzten eine Übergangsregierung ein, deren Mitglieder ausschließlich von den britischen Behörden gewählt wurden.
1957 fanden Neuwahlen statt, um die Mehrheit der Mitglieder des neuen Legislativrats zu bestimmen; die übrigen Mitglieder wurden vom Gouverneur ernannt. Während ihrer vierjährigen Amtszeit setzte diese Regierung einen Ausschuss ein, der Empfehlungen für eine weitere Verfassung abgeben sollte. Der Ausschuss schlug vor, eine neue Regierung mit voller innerer Autonomie zu bilden. Lediglich Verteidigung und Außenpolitik sollten von den Briten verwaltet werden.
1961 trat die neue Verfassung in Kraft. Es wurde ein Zweikammersystem eingerichtet: die gesetzgebende Versammlung mit 35 Mitgliedern, welche ausschließlich aus gewählten Beamten bestand, und der Senat mit 13 Mitgliedern, welcher ausschließlich aus ernannten Beamten bestand. Der Premierminister, der von der Partei mit der Mehrheit der Stimmen in der gesetzgebenden Versammlung gewählt wurde, hatte das mächtigste Exekutivamt inne. Ihm zur Seite standen verschiedene andere Minister. Der Gouverneur blieb das nominelle Staatsoberhaupt. Die PPP gewann die Wahlen im August 1961, und Jagan wurde zum Premierminister ernannt.
In den Jahren 1962 und 1963 kam es weit verbreitet zu Arbeitskämpfen und sozialen Unruhen. Um die Unruhen zu unterdrücken, verhängte der britische Kolonialminister den Ausnahmezustand und schlug eine Verfassungsänderung vor, die ein Einkammersystem mit 53 Abgeordneten und ein Verhältniswahlrecht vorsah. Der Vorschlag wurde angenommen, und für 1964 wurden Wahlen angesetzt. Die Wahlen brachten eine neue Koalitionsregierung unter Führung der People’s National Party an die Macht. Die PPP-Regierung weigerte sich jedoch zurückzutreten. Erst als eine Verfassungsänderung verabschiedet wurde, die den Gouverneur ermächtigte, das House of Assembly aufzulösen, wurde die alte Regierung entmachtet.

## Verfassung zur Unabhängigkeit
Die erste Verfassung des unabhängigen Guyana, eine modifizierte Version der Verfassung von 1961, trat am ersten Tag der Unabhängigkeit, dem 26. Mai 1966, in Kraft. Sie bekräftigte den Grundsatz, dass Guyana ein demokratischer Rechtsstaat sei. Nominelles Staatsoberhaupt war der britische Monarch, vertreten durch den Generalgouverneur, der weitgehend zeremonielle Aufgaben wahrnahm. Die tatsächliche Exekutivgewalt lag beim Premierminister, der von der Mehrheitspartei in der umbenannten Nationalversammlung ernannt wurde, und seinen Ministern. Die ersten Wahlen nach der Unabhängigkeit im Jahr 1968 bestätigten die dominierende Rolle des PNC und seines Vorsitzenden Forbes Burnham 1966.
Am 23. Februar 1970 proklamierte die Regierung Burnham die Cooperative Republic of Guyana (Kooperative Republik Guyana). Dieser Schritt hatte sowohl wirtschaftliche als auch politische Folgen. Die Regierung argumentierte, dass die zahlreichen Ressourcen des Landes von ausländischen Kapitalisten kontrolliert würden und die Organisation der Bevölkerung in Kooperativen der beste Weg zur Entwicklung sei.
Mit der Proklamation von 1970 wurde Guyanas letzte bedeutende verfassungsmäßige Verbindung zu Großbritannien beendet. Der Generalgouverneur, bis dahin das zeremonielle Staatsoberhaupt, wurde durch einen Präsidenten ersetzt, ebenfalls mit zeremoniellen Aufgaben. Arthur Chung, ein Chinesisch-Guyaner, wurde der erste Präsident des Landes.
Obwohl die Bindungen zum britischen Monarchen abgebrochen waren, blieb Guyana Mitglied des Commonwealth of Nations. Die Mitgliedschaft im Commonwealth ermöglichte es Guyana, vom Zugang zu britischen Märkten zu profitieren und einige der Verteidigungsvereinbarungen beizubehalten, die Großbritannien seinen ehemaligen Kolonien angeboten hatte. Insbesondere wurde der britische Verteidigungsschirm als abschreckendes Mittel gegen venezolanische  Ansprüche auf guyanisches Territorium angesehen.
1978 fand ein Verfassungsreferendum statt. Die vorgeschlagene Änderung von Art. 73 der Verfassung sollte Referenden zur Änderung der verankerten Verfassungsbestimmungen (einschließlich der Befugnisse des Präsidenten, der Auflösung des Parlaments und des Wahlsystems) abschaffen und stattdessen eine Zweidrittelmehrheit im Parlament ermöglichen (über die der PNC damals verfügte). Dies hätte auch zur Verschiebung der für später im Jahr geplanten Wahlen geführt, und stattdessen sollte das 1973 gewählte Parlament zur verfassunggebenden Versammlung erklärt werden. Der Gesetzentwurf wurde am 10. April von der Nationalversammlung verabschiedet, das Referendum fand drei Monate später statt. Berichten zufolge wurden die Änderungen von 97 % der Wähler bei einer Wahlbeteiligung von 70 % angenommen obwohl die Zahlen von der Regierung manipuliert wurden. Die Opposition behauptete, die Wahlbeteiligung habe nur zwischen 10 % und 14 % gelegen.

## Verfassung von 1980
Als Burnham in den 1970er Jahren seine Kontrolle über die guyanische Politik festigte, drängte er auf Verfassungsänderungen, die die Opposition zum Schweigen bringen sollten. Er und seine Kollegen argumentierten, die Änderungen seien notwendig, um im besten Interesse des Volkes und ohne Einmischung der Opposition regieren zu können. In den späten 1970er Jahren wurden Regierung und Legislative vom PNC dominiert, und die Partei hatte ihre Hegemonie über den öffentlichen Dienst, das Militär, die Justiz, den Wirtschaftssektor und alle anderen Segmente der guyanischen Gesellschaft erklärt. Burnham bezeichnete die Verfassung von 1966 als unzureichend und als Produkt des britischen Konservatismus. Die Verstaatlichung privater Unternehmen sollte der erste Schritt zur Umgestaltung eines Systems sein, das nach Burnhams Ansicht darauf ausgelegt war, Privateigentum auf Kosten der Massen zu schützen.
Zwei der Hauptarchitekten der neuen Verfassung waren der Justizminister und Generalstaatsanwalt (Attorney General) Mohammed Shahabbuddeen und Hugh Desmond Hoyte, der Minister für Wirtschaftsplanung. Generalstaatsanwalt Shahabbuddeen wurde die Aufgabe übertragen, der Nationalversammlung und dem Volk die neue Verfassung schmackhaft zu machen. Er verurteilte die Verfassung von 1966 als kapitalistisches Dokument, das eine auf Exporten und den Gesetzen von Angebot und Nachfrage basierende Volkswirtschaft unterstütze. Er argumentierte, die Verfassung schütze den Besitz der Reichen und Privilegierten und stärke die Rolle des Volkes im politischen Prozess nicht wesentlich.
Die im Oktober desselben Jahres verkündete Verfassung von 1980 bekräftigte Guyanas Status als kooperative Republik innerhalb des Commonwealth. Eine „kooperative Republik“ wird demnach durch folgende Merkmale definiert: politische und wirtschaftliche Unabhängigkeit, Staatseigentum an den Produktionsmitteln, eine in Gruppen wie Genossenschaften und Gewerkschaften organisierte Bürgerschaft und eine auf nationaler Wirtschaftsplanung basierende Wirtschaft. Die Verfassung besagt, dass das Land ein demokratischer und säkularer Staat im Übergang vom Kapitalismus zum Sozialismus ist und, dass die Verfassung das höchste Gesetz des Landes ist und Vorrang vor allen anderen Gesetzen hat. Die Verfassung garantiert Religions-, Rede-, Vereinigungs- und Bewegungsfreiheit und verbietet Diskriminierung. Zudem gewährt sie jedem guyanischen Bürger das Recht auf Arbeit, kostenlose Bildung und kostenlose medizinische Versorgung sowie auf persönliches Eigentum; zudem garantiert sie Frauen gleichen Lohn. Allerdings werden die Meinungsfreiheit und andere politische Rechte durch nationale Interessen und die Pflicht des Staates, für eine faire Verbreitung von Informationen an die Öffentlichkeit zu sorgen, eingeschränkt.
Die Macht ist auf drei „oberste Organe der demokratischen Macht“ verteilt: den Präsidenten, das Kabinett und die Nationalversammlung. Von diesen drei Regierungsorganen hat der „executive president“ in der Praxis fast unbeschränkte Machtbefugnisse.
Die ursprüngliche Verfassung sah zwei weitere oberste Organe der demokratischen Macht vor: den Nationalkongress der lokalen demokratischen Organe (National Congress of Local Democratic Organs) und den Obersten Kongress des Volkes (Supreme Congress of the People, ein besonderes beratendes Gremium, bestehend aus der Nationalversammlung in gemeinsamer Sitzung mit dem Nationalkongress der lokalen demokratischen Organe).
Die wichtigen Verfassungsänderungen, die das Dokument von 1980 mit sich brachte, waren überwiegend politischer Natur: die Machtkonzentration im Amt des geschäftsführenden Präsidenten und die Schaffung lokaler Parteiorganisationen, um Burnhams Kontrolle über den PNC und damit die Kontrolle der Partei über die Bevölkerung zu sichern. Die wirtschaftlichen Ziele der Verfassung waren eher Schein als Sein. Die Forderung nach einer Verstaatlichung wichtiger Industrien mit angemessener Entschädigung (just compensation) war hinfällig, da sich 1976 bereits 80 % der Wirtschaft in staatlicher Hand befanden. Die restlichen 20 Prozent gehörten guyanischen Unternehmern.